# けんか空手シリーズ
『けんか空手シリーズ』（けんかからてシリーズ、Champion of Death series）は、日本映画のシリーズ。主演：千葉真一、監督：山口和彦、製作：東映。

## 概要
極真空手を生み出した大山倍達の半生を映画化。千葉真一・石橋雅史・藤巻潤など、俳優でも極真空手の有段者が出演した。極真会館が全面協力し、原作を梶原一騎が担当し。全三作のシリーズとなっている。

## 全作品

### けんか空手 極真拳
- 出演 - 千葉真一・多岐川裕美・千葉治郎・石橋雅史・由利徹・成田三樹夫
- 監督 - 山口和彦
- 脚本 - 鈴木則文・中島信昭
- 製作 - 東映
- 公開 - 1975年8月9日（ 日本）

### けんか空手 極真無頼拳
- 出演 - 千葉真一・多岐川裕美・中島ゆたか・石橋雅史・藤巻潤
- 監督 - 山口和彦
- 脚本 - 掛礼昌裕・中島信昭
- 製作 - 東映
- 公開 - 1975年12月27日（ 日本）

### 空手バカ一代
- 出演 - 千葉真一・夏樹陽子・室田日出男・石橋雅史・本郷功次郎
- 監督 - 山口和彦
- 脚本 - 掛礼昌裕
- 製作 - 東映
- 公開 - 1977年5月14日（ 日本）

## 製作
演出の方向性として山口和彦は、大山倍達が“空手バカ一代”と云われていたことから「無心に空手を修行する男の生き様を描こう」と思い、千葉真一に「空手しかない一途な男が何処へ向かって行くんだろうというコンセプトでやりたい」と伝えていた。山口は千葉について「常に自分しかできないアクションを見せることに徹していた。熱心な男で現場でいろいろなアイデアを出してくる。全てのアイデアを聞き入れることはできなかったが、自分がアクション映画を変えるんだという、その意気込みは凄かった。そうやって彼は自分の代わりが居ないところまで到達したからね。千葉真一というアクションスターは永遠に残っていくよ」と評している。全三作で山口が一番気に入っているのは『空手バカ一代』と語っている。

## 興行
岡田茂は「（主人公と）牛との格闘を欧州ではびっくりして、えらく受けている。ショウ・ブラザーズが千葉真一のカラテ映画を購入してシンガポールでも大ヒット。東南アジア映画祭でジャカルタへ行ったときも、抜群の動員力と人気を上げていた。千葉くんの空手が入って、東南アジア全域で当たり、すごい人気だ。東洋でナンバーワンなんだから、あのアクションをやらせたら世界に（千葉真一以外）いないんじゃないかな。松竹の城戸四郎さんへ挨拶にいったら、外国部長から『ミラノでも大変人気でしたね』といきなり言われた。アメリカではかなり出て、いい商売しているし、南米では1本3万ドル以上で売れている。ミラノでも買い殺到で、フランシス・フォード・コッポラが千葉真一くんとアル・パチーノとの共演作を作りたいとオファーしてきた」と世界各地の人気・商況・反響を語っている。